# Allington (Salisbury)
Pour les articles homonymes, voir Allington.
Allington est une paroisse civile et un village du Wiltshire, en Angleterre.